# Lena Sundström
Lena Amalia Kyoung Ran Sundström, tidigare ten Hoopen och Åkesson, född 8 mars 1972 i Seoul, Sydkorea, är en svensk journalist och författare. Hon började arbeta på Sveriges Televisions samhällsredaktion 2015 och har tidigare arbetat för bland annat Aftonbladet, Metro, Mer Smak, Dagens Arbete och Dagens Nyheter.

## Biografi
Lena Sundström adopterades från Sydkorea till Sverige vid sex månaders ålder. Hon gick i skola i Kristianstad, och läste sedan vidare i Lund och Köpenhamn (medie- och kommunikationsvetenskap). Hon gick journalistutbildning på Poppius journalistskola och började sedan som journalist vid Piteå-Tidningen.
Sundström debuterade som författare 2005 med boken Saker jag inte förstår - och personer jag inte gillar, där hon utifrån ett vänsterperspektiv kritiserar socialdemokraternas utveckling under de senaste decennierna. Hon tar upp ämnen som bland annat el-privatiseringen, alkoholpolitiken och Schengenavtalet. Hennes andra bok, Känns det fint att finnas en dag till? kom 2007.
2013 var hon programledare för TV4:s Kalla fakta efter att Lennart Ekdal valt att lämna programmet.
I augusti 2009 kom hennes tredje bok, Världens lyckligaste folk, som handlar om politiken i Danmark en politik hon anser främlingsfientlig. Den 2 september 2009 visades hennes dokumentärfilm med samma namn på TV4. Under arbetet med boken hade hon sagt upp sig och flyttat till Danmark. Boken fick Guldspaden och Publicistklubbens stora pris. Den blev också nominerad till Augustpriset. Den 11 december 2009 tilldelades hon Gleerups litterära pris för boken. År 2011 skrev den danske journalisten Mikael Jalving en replikbok med titeln
Absolut Sverige, en rejse i tavshedens rige ("Absolut Sverige, en resa i tystnadens rike").
År 2010 visades hennes dokumentär Dom kallas rasister på TV4. Samma år blev hon nominerad till Stora journalistpriset. År 2013 utkom hennes bok Spår, en undersökning om mörklagd information omkring Sveriges utlämning av två asylsökande män till tortyr i Egypten 2001. Också denna bok Augustnominerades.
År 2015 lämnade Lena Sundström Dagens Nyheter och började på  Sveriges Televisions samhällsredaktion i Göteborg. Hennes första projekt var en dokumentärserie i tre delar, Håll käften – eller dö, som handlade om yttrandefrihet och visades 2016. Hon har därefter i första hand arbetat för Uppdrag granskning.

## Privatliv
Lena Sundström var tidigare gift med musikern Bo Sundström. Paret skilde sig 2016. De har två döttrar. År 2017 gifte hon om sig med fotografen Pieter ten Hoopen. Paret skilde sig 2020.
Tillsammans med dåvarande maken Bo Sundström deltog hon i TV-tävlingsprogrammet På spåret år 2010, där de kom på en femte plats.

## Priser och utmärkelser
- Guldspaden,  2009[17]
- Gleerups litterära pris,  2009
- Publicistklubbens stora pris,  2010[18]
- Torgny Segerstedts frihetspenna,  2014[19]
- Jolopriset,  2016[20]
- Hedersdoktor vid Stockholms universitet,  2018[21]

[Redigera Wikidata]